# Бај (Алба)
Бај (рум. Băi) насеље је у Румунији у округу Алба у општини Видра. Општина се налази на надморској висини од 1015 m.

## Становништво
Према подацима из 2002. године у насељу је живело 10 становника, од којих су сви румунске националности.